# Alice Samter
Alice Samter, née le 11 juin 1908 à Berlin et morte le 19 mars 2004 dans cette même ville, est une professeure de musique et compositrice allemande.

## Biographie
Alice Samter nait le 11 juin 1908 à Berlin dans une famille de la classe moyenne. 
Elle suit une formation de comptable et commence sa vie professionnelle à se poste tout en étudiant le piano, l'improvisation, le travail choral et la pédagogie au Conservatoire Klindworth-Scharwenka (de) et à l'Académie de musique de Berlin. 
Elle doit arrêter ses études durant la guerre mais elle est diplômée en 1946 et devient professeur à Spandau où elle commence à composer des opéras. 
Après avoir pris sa retraite d'enseignante en 1970 elle se met à la composition à plein temps. 
Elle a été membre de plusieurs organisations de compositeurs, dont le GEDOK Berlin, l'International Working Group on Women and Music et l'International League of Woman Composers. Ses œuvres sont jouées en Allemagne et, en 1988, elle reçoit l'Ordre du Mérite de la République fédérale d'Allemagne,.
En 1999 elle crée la Fondation Alice Samter à l'Université des arts de Berlin pour soutenir les étudiants en musique de l'université. Elle a également fait don de fonds à la Bibliothèque d'État de Berlin pour l'achat des manuscrits de Clara Schumann et Fanny Mendelssohn.
La maison familiale de Samter a été détruite par une bombe pendant la guerre et elle a déménagé avec sa mère et sa sœur adoptive dans un appartement à Charlottenburg où elle a vécu toutes sa vie. Elle a fait l'objet de films documentaires à la Radiodiffusion ouest-allemande Cologne (WDR) et ses papiers sont conservés à la Bibliothèque d'État de Berlin. 
Elle compose sa dernière chanson en 2003. Elle meurt le 19 mars 2004.

## Œuvres
Alice Samter a commencé à composer durant jeunesse mais ses œuvres d'avant 1945 ont été détruites durant la guerre. Elle a composé de la musique chorale, de la musique de chambre, six opéras, des œuvres pour piano et de la musique vocale solo avec accompagnement instrumental.

### Musique de scène
- Die Schule der Frauen (J. Cocteau), pour soprano, violon, violoncelle et piano, 1967
- Die Nachtwache (N. Sachs), pour hautbois, clarinette, trompette, trombone, violon, violoncelle, contrebasse, piano, percussions, voix solo et chœur, 1967
- Proteus (P. Claudel), 1967

### Musique vocale
- 4 Lieder (C. Morgenstern), 1954
- 3 Lieder (R.M. Rilke), 1954
- Erfindungen (Morgenstern), 1966
- 3 Lieder (S. George), 1968
- Ode an Singer (P. van Ostaijen), 1969
- 3 Lieder (C. Reinig), 1971
- Hellbrunn-Zyklus (R. Magnus), 1971
- 5 Lieder (A. Gustas), 1973
- 8 Oboenlieder, 1v, ob, 1978
- Stimme des Heiligen Landes (Sachs), 1986
- Freiheit-Gleichheit-Brüderlichkeit, cantate, 1988

### Musique de chambre
- Permutation, pour violoncelle et piano, 1970
- Mobile, pour hautbois et basson, 1971
- Rivalités. pour flûte, clarinette, violoncelle et piano, 1974
- Essay, pour violon et cymbales, 1977
- Klaviertrio, pour violon, violoncelle et piano 1979
- Gemini, pour piano à quatre mains, 1979
- Dedikation, pour clarinette, cor et piano, 1981
- Zueignung, pour flûte, trombone et piano, 1983
- Imaginationen, pour flûte, clarinette, trompette, violoncelle, percussion et piano, 1985
- Duettino, pour clarinette et orgue, 1986
- 4 Ungleiche, pour flûte, violoncelle, percussions et piano, 1990

### Musique instrumentale solo
- 3 Phasen, pour piano, 1968
- Match, pour piano, 1970
- Prisma, pour orgue, 1972
- Monolog, pour violon, 1973
- Monolog, pour flûte, 1973
- Eskapaden, pour piano, 1974
- Monolog, pour violoncelle, 1975
- Mosaik, pour contrebasse, 1978
- Monolog, pour clarinette basse , 1984
- Monolog, pour clarinette, 1985
- Monolog, pour trombone, 1986
- Oboe d’amore allein, 1987
- Für ein Fagott, 1989